# Урочище «Маївка»
Урочище «Маївка» — заповідне урочище в Україні. Розташоване в межах Дубенського району Рівненської области, поблизу села Вичавки, у лівобережній меліорованій заплаві річки Стир. 
Площа 15 га. Створене рішенням Рівненського облвиконкому № 10 від 23.01.1990 року. Перебуває в управління Демидівської селищної ради. 
Заповідне урочище створене для збереження водно-болотних комплексів заплави річки Стир. Тут трапляються пальчатокорінник м'ясочервоний (Червона книга України), родовик лікарський, болотне різноманіття. Територія урочища зі сходу обмежується річкою Стир, яка в цьому місці має меридіальний характер. 